# Höstdyngbagge
Höstdyngbagge (Aphodius paykulli) är en skalbaggsart som beskrevs av Ernest Marie Louis Bedel 1908. Höstdyngbagge ingår i släktet Aphodius, och familjen bladhorningar. Enligt den finländska rödlistan är arten nära hotad i Finland. Arten är reproducerande i Sverige. Artens livsmiljö är torra gräsmarker.

## Bildgalleri

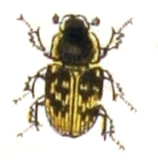
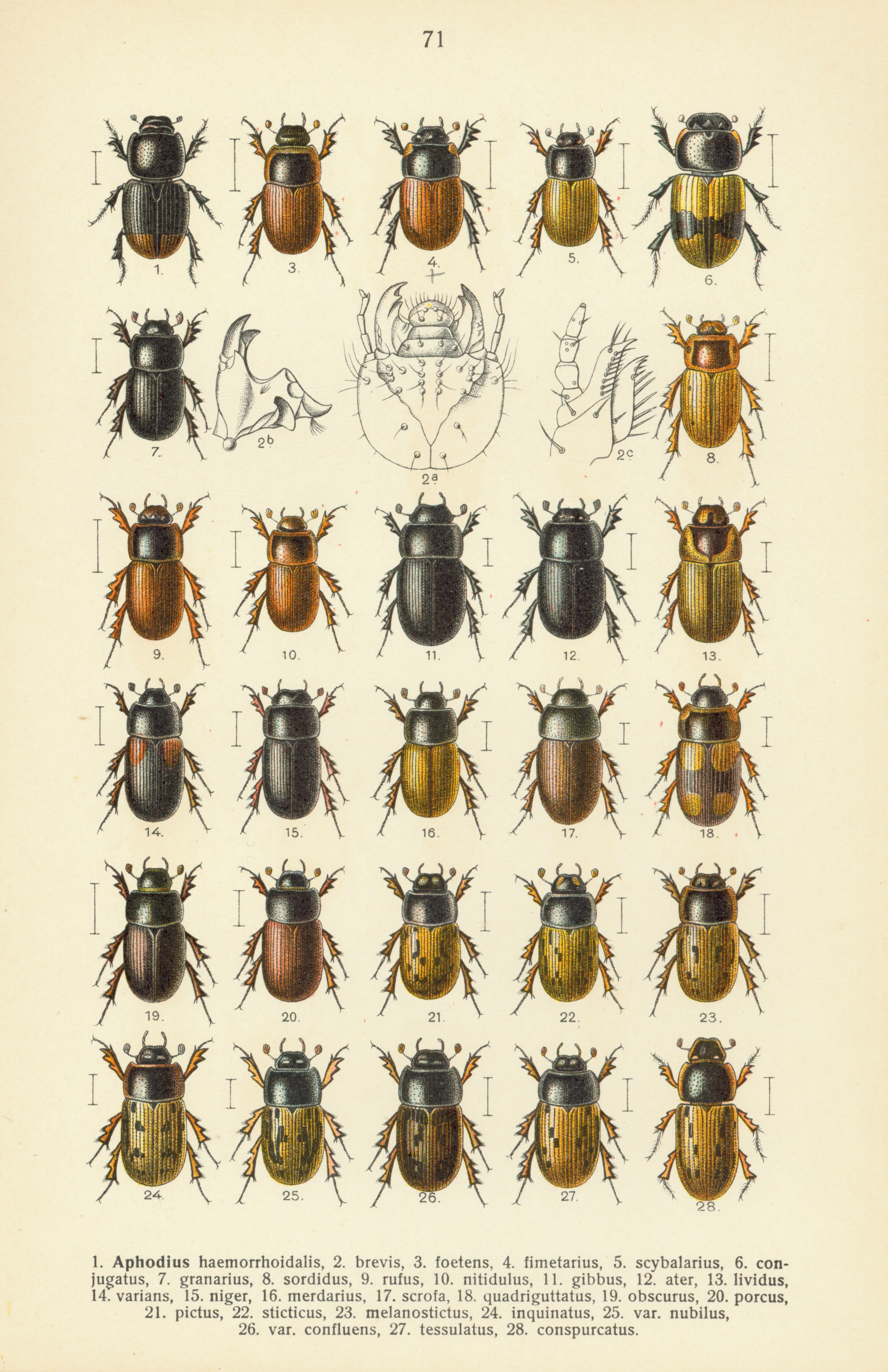